# Albert Lester
Albert Lester (* um 1803 in Litchfield, Connecticut; † 14. März 1867 in Canandaigua, New York) war ein US-amerikanischer Jurist und Politiker (Demokratische Partei).

## Politische Laufbahn
Lester begann seine politische Laufbahn mit der Wahl in den Senat von New York, wo er den 7. Distrikt von 1844 bis 1847 vertrat. Zu jener Zeit, im Mai 1847, wurde der amtierende Vizegouverneur von New York, Addison Gardiner, an das Berufungsgericht von New York gewählt und trat dort sein Amt am 5. Juli an. Folglich gab er seinen Posten als Vizegouverneur auf, was zu einer Vakanz führte, da der Vizegouverneur von Amts wegen (ex officio) der Senatspräsident ist. Als sich die New York Legislature zwischen dem 8. September und 15. Dezember für eine außerordentliche Session traf, wurde Lester zum President pro Tempore im Senat gewählt und war folglich kommissarischer Vizegouverneur. Er bekleidete das Amt bis Ende des Jahres. Gedrängt von Gouverneur John Young verabschiedete die Legislative am 27. September ein Gesetz zur Durchführung einer Nachwahl für das Amt des Vizegouverneurs, um die Vakanz zu füllen. Bei der anschließend durchgeführten Wahl wurde Hamilton Fish gewählt, der sein Amt am 1. Januar 1848 antrat.
Lester wurde nach seinem Tod auf dem West Avenue Cemetery in Canandaigua beigesetzt.